# Serpentico
Jonathan Cruz Rivera (Bayamón, 23 de febrero de 1984) es un luchador profesional puertorriqueño. Actualmente trabaja para la promoción estadounidense All Elite Wrestling (AEW) bajo el nombre en el ring Serpentico y ocasionalmente bajo su nombre real de Jon Cruz, además de trabajar para Ring of Honor bajo el nombre de ring Ben Dejo.

## Carrera en la lucha libre profesional
Cruz debutó en la lucha libre profesional en 2007 bajo el nombre de «Ben Dejo». En 2012, cambió su nombre en el ring a «Jay Cruz». En 2015, también comenzó a utilizar el nombre de ring «Serpentico».
En 2020, Serpentico comenzó a luchar para All Elite Wrestling. Hizo su debut en AEW Dark el 18 de marzo de 2020, haciendo equipo con Matt Sells, en una derrota contra The Natural Nightmares ( Dustin Rhodes & QT Marshall). Lucharía bajo varios nombres, incluidos Jonathan Cruz y Serpentico. El 2 de julio de 2020, Cruz ganó su primer partido, haciendo equipo con Luther para derrotar a Brady Pierce y Pineapple Pete. El 2 de diciembre de 2020 hizo su debut en AEW Dynamite, participando en el Dynamite Diamond Ring Battle Royal. En el episodio del 27 de mayo de 2022 de AEW Rampage, Cruz usaría el nombre de ring Jon Cruz cuando hiciera equipo con Taylor Rust para desafiar sin éxito a The Young Bucks.

## Campeonatos y logros
- Championship Wrestling Entertainment
  - CWE Tag Team Championship (1 vez) - con Lince Dorado
- Full Impact Pro
  - FIP Tag Team Championship (1 vez) - con Jay Rios
- NWA Florida Underground Wrestling
  - NWA FUW tag team Championship (1 vez) - con Jay Rios
- Pandemonium: Pro Wrestling
  - Pandemonium: Pro Wrestling Tag Team Championship (1 vez) - con Nyla Rose
- Pro Wrestling Illustrated
  - PWI lo clasificó en el puesto 436 de los 500 mejores luchadores individuales en el PWI 500 en 2015.
- Vintage Wrestling
  - Campeonato de parejas de lucha libre vintage (4 veces) - con Marty Con Dejo (2), Jay Rios (1) y Eddie Rios (1)
- Ring Warriors
  - Ring Warriors Global Tag Team Championship (1 vez) - con Eddie Rios
- Stand Alone Wrestling
  - PWAD Championship (1 vez)